# La Jemaye-Ponteyraud
La Jemaye-Ponteyraud község Franciaország Új-Aquitania régiójában, Dordogne megyében. Új községként 2017. január 1-jén jött létre két korábbi község: La Jemaye és Ponteyraud egyesítésével. Lakosainak száma 148 fő (2022. január 1.).

## Népesség
| Lakosok száma | 153  | 154  | 153  | 153  | 152  | 150  | 148  |
|               | 2015 | 2017 | 2018 | 2019 | 2020 | 2021 | 2022 |